# Biomutant
Biomutant (рус. Биомутант) — компьютерная игра в жанре action/RPG с открытым миром, разработанная шведской студией Experiment 101 для Windows, PlayStation 4 и Xbox One. Её издателем выступила компания THQ Nordic, игра вышла 25 мая 2021 года.
Действие игры происходит в постапокалиптическом мире; разработчики описывают её словами «кунг-фу сказка». Иллюстрации с изображением главного героя изображают существо, напоминающее прямоходящего  енота. По заявлению разработчиков, игрок сможет менять способности и внешний вид персонажа за счет мутаций, биомеханических протезов и оружия, а также освоить «пси-мутации» наподобие телекинеза или левитации. В течение игры персонаж может освоить разные стили ушу, обучаясь у различных мастеров.
Biomutant должен стать первой игрой студии Experiment 101, которая была создана в 2015 году выходцами из Avalanche Studios, известной по таким играм, как Just Cause 3 и Mad Max. Информация об игре была опубликована до официального анонса немецким журналом GameMarkt; официально игра была анонсирована на выставке Gamescom в Германии. Игра использует игровой движок Unreal Engine 4.

## Сюжет
В Biomutant есть разветвленные сюжетные линии, где решения, принятые игроком, будут определять, как история будет продолжаться. Мир Biomutant поражен стихийным бедствием, поскольку ядовитое масло выходит из-под поверхности земли и отравляет Древо Жизни. У Древа Жизни пять корней, через которые оно дает жизнь всему миру. Чтобы спасти Древо Жизни, игрокам нужно добраться до конца каждого корня, где, помимо масла, могучее существо разрушает корень, грызя его. Есть также шесть племен, отделившихся от своего первоначального анклава. Трое из них хотят исцелить Древо Жизни, а трое других планируют делать что-то самостоятельно. На каждое племя влияет система Кармы. Игрок может вступить в союз с племенем и уничтожить его соперников, чтобы увеличить могущество союзного племени в мире, хотя также можно решить судьбу Древа Жизни, не уничтожая какое-либо из племен. Главу племени можно либо победить в схватке, либо уговорить сдаться без лишнего кровопролития.

## Разработка
Biomutant - первая игра шведской студии разработчиков Experiment 101, созданной летом 2015 года бывшими сотрудниками Avalanche Studios. Проработав много лет над серией Just Cause, основатели студии захотели вернуться к основам разработки видеоигр и создать что-то новое. Experiment 101 имеет плоскую организацию и насчитывает 18 сотрудников в августе 2018 года. Разработка Biomutant началась вскоре после основания студии. 19 августа 2017 года реклама в немецком игровом журнале GamesMarkt показала существование игры, назвав ее «постапокалиптической басней о кунг-фу», а 21 августа была полностью анонсирована на немецкой торговой выставке Gamescom. В интервью, которое было опубликовано на следующий день после анонса игры, глава студии Experiment 101 Стефан Юнгквист сказал, что игра уже полностью завершена. Он также упомянул, что одной из самых сложных вещей для команды разработчиков было сбалансировать боевую систему, чтобы «интуитивно сочетать стрельбу, рукопашные [атаки] и способности».